# Adam Shapiro
Adam Shapiro (nacido en 1972) es un cofundador estadounidense del International Solidarity Movement  (ISM), una organización pro-palestina, cuya misión declarada es reunir a civiles de todo el mundo para resistir de forma no violenta la ocupación israelí de Cisjordania y la Franja de Gaza. Se hizo famoso por visitar a Yasser Arafat en su Mukataa (palacio de gobierno) en Ramala mientras estaba sitiada durante la operación militar israelí de marzo de 2002 en Cisjordania y Gaza.

## Biografía
Shapiro nació y creció en Brooklyn, Nueva York, y se crio en un hogar judío, pero no se identifica como judío. Lo veo como una religión más que como una etnia y, como no tengo sentimientos religiosos, no me considero judío.
Shapiro recibió su licenciatura en ciencias políticas e historia de la  Universidad de Washington en St. Louis en 1993. Posteriormente, pasó un año estudiando árabe en Yemen después de recibir su maestría en estudios árabes en la Universidad de Georgetown. Recibió su maestría en política de la Universidad de Nueva York. Fue candidato a doctorado en la American University.

## Activismo
Shapiro trabajó con "Semillas de Paz", una organización que busca fomentar el diálogo entre jóvenes israelíes y palestinos. En 2001 fue codirector del Centro para la Convivencia en Jerusalén. Allí conoció a Huwaida Arraf, una cristiana palestino-estadounidense, con quien se casó en 2002. En 2001, junto con otros activistas palestinos, cofundaron el Movimiento de Solidaridad Internacional (ISM).
Durante las incursiones israelíes de 2002 en Cisjordania y Gaza, los miembros del ISM viajaban en ambulancias con la esperanza de acelerar su paso por los puestos de control. Shapiro, que vivía en Ramala, se ofreció como voluntario con el activista irlandesa Caoimhe Butterly para viajar en ambulancias. Cuenta que escuchó que había heridos en la sede de Yasser Arafat, presidente de la Autoridad Nacional Palestina, y que tomó una ambulancia para negociar el acceso humanitario de los heridos.
Atrapados en el interior por las tropas israelíes que se negaron a dejarlos salir después de llegar a los heridos, se vieron obligados a pasar la noche. A Shapiro se le permitió salir cuando un médico tomó su lugar. En el momento en que abandonó el complejo, había más de 300 personas dentro, en su mayoría policías, aunque también empleados civiles de la sede central. 
La visita de Shapiro al cuartel general de Arafat fue reportada en la prensa estadounidense. Un columnista del New York Post lo etiquetó como "el talibán judío", en honor a John Walker Lindh, "el talibán estadounidense" que fue capturado sirviendo en el ejército talibán en Afganistán. La vida de Shapiro fue amenazada, así como la de su familia, lo que fue atribuido por los capítulos locales de Betar y la Organización de Defensa Judía que marcharon hacia su casa. Sus padres fueron expulsados temporalmente de su hogar debido a las amenazas.

Shapiro explicó sus acciones al The New York Times:
"Creo que hay una suposición incorrecta de que alguien que es judío necesariamente tiene que estar con Israel, o que alguien que es árabe o musulmán tiene que estar con todo lo que hacen los palestinos o los países árabes. Mi filosofía es que todos somos seres humanos, y no creo en la etnicidad y el sectarismo. Hago lo que creo que es correcto, y hay muchos israelíes que me apoyan. Permitir que los palestinos vivan en libertad es bueno para Israel y bueno para los judíos". En realidad, la no violencia no es suficiente. Más bien, lo que se necesita es una acción directa no violenta contra la ocupación. 
En un viaje posterior a Israel, Shapiro fue arrestado, encarcelado y se ordenó su deportación después de ser arrestado cerca del puesto de control de Huwwara cuando los palestinos de la aldea cercana protestaron por 3 semanas de estricto toque de queda. Shapiro estaba filmando la protesta y fue atacado porque la suya era la única cámara que documentaba la represión de la protesta por parte de las fuerzas israelíes. Shapiro declaró que abandonó Israel por su propia voluntad y prometió apelar, aunque afirmó que estaba comenzando un programa de doctorado en la American University .  Según el abogado israelí de Shapiro, poco se puede hacer para detener la deportación, ya que la ley israelí otorga al Ministro del Interior una amplia discreción para emitir órdenes de deportación. El portavoz del gobierno israelí, el capitán Joseph Dallal, declaró: "Es lamentable que se tenga que dedicar tiempo a sacar a personas que están allí solo para causar provocación".

## Documentales
En 2004 Shapiro formó parte de un colectivo que lanzó About Baghdad, el primer documental después de la invasión de Irak en 2003. Presenta el regreso a Bagdad del poeta Sinan Antoon. En una entrevista con Democracy Now, Shapiro dijo: "Creo que es difícil comparar, aunque lo que estamos viendo hoy en Irak, desafortunadamente, y de manera realmente trágica, recuerda mucho a las tácticas de las fuerzas de ocupación que encontramos entre las fuerzas israelíes".  
En 2006 Shapiro, con Aisha Bain y Jen Marlowe, lanzó Darfur Diaries . Los realizadores exploraron la historia del conflicto en Darfur y entrevistaron a refugiados y personas desplazadas, en particular mujeres y niños victimizados.  Shapiro explicó su interés en una entrevista en Democracy Now, diciendo: "Solamente mirando a mi alrededor y viendo lo que había estado haciendo en los Territorios Ocupados, la película reciente que había hecho en Irak , me di cuenta de que si nadie más iba a hacer entonces nos corresponde a nosotros como individuos intentar hacer todo lo que podamos". 
El siguiente documental de Shapiro, Crónicas de un refugiado, fue una serie documental de seis partes sobre las experiencias de los refugiados palestinos en todo el mundo. Shapiro realizó más de 250 entrevistas en 18 países. Estaba dirigido principalmente a audiencias palestinas y árabes, ya que representa una forma de historia oral de la experiencia de los refugiados. Se inspiró en sus experiencias al intentar encontrar hogares para refugiados palestinos que huían de Irak y tenían problemas para encontrar países que ofrecieran asilo y reasentamiento. 